# Beauveriphora sporotricis
Beauveriphora sporotricis är en svampart som beskrevs av Matsush. 1975. Beauveriphora sporotricis ingår i släktet Beauveriphora, divisionen sporsäcksvampar och riket svampar.   Inga underarter finns listade i Catalogue of Life.